# Nord-du-Québec
Nord-du-Québec è la più vasta regione amministrativa della provincia canadese del Québec, situata nell'estremo nord. Ha una superficie di 839.000 km² dei quali 121.000 sono di specchi d'acqua, e nel 2005 possedeva una popolazione di 40.246 abitanti.

## Suddivisioni
Il Nord-du-Québec si divide in due regioni distinte:
- A nord del 55 parallelo si trova Nunavik, popolato per la maggior parte da eschimesi.
- A sud del 55 parallelo si trova Jamésie.